# Frente Popular para la Liberación de Omán
El Frente Popular para la Liberación de Omán (FPLO; en árabe: الجبهة الشعبية لتحرير عُمان - al-Jabha al-Sha'abiya li-Tahrīr 'Uman) fue una organización revolucionaria marxista-leninista militante de Omán que luchaba por una república panárabe en la Península arábiga en cooperación con el Movimiento Nacionalista Árabe en otros países del mundo árabe. La organización luchó en el contexto de la Revolución de Dhofar contra el sultán omaní desde su creación en 1974, hasta su desaparición de facto en 1976, aunque las organizaciones de las que era heredera habían iniciado la lucha en 1962.

## Antecedentes y formación del FPLO
Antes de la formación del FPLO en 1974 ya existían otros grupos que luchaban contra el sultán de Omán. Entre estos grupos armados se encontraban el Frente para la Liberación de Dhofar (FLD, Jabhat al-Tahrir al-Dhofar en árabe), que fue el principal precursor del FPLO. Este grupo armado fue fundado en 1962 en la región de Dhofar, en el sur del país, por la Sociedad Benéfica de Dhofar, la Organización de los Soldados de Dhofar, y una rama local del Movimiento Nacionalista Árabe. En 1965, el FLD, formado por soldados y campesinos de la región de Dhofar, empezó una guerra rural. En 1970, el FLD dirigió sus objetivos hacia la consecución de una república socialista en Dhofar y lograr una revolución general en el Golfo Pérsico. 
En septiembre de 1968, el FLD pasó a llamarse Frente Popular por la Liberación de Arabia y el Golfo Árabe Ocupado (FPLAGO, al-Jabha al-Sha'abiya li-Tahrir al-Khalij al-'Arabi al-Muhtall en árabe). El grupo armado era de ideología marxista-leninista, y estaba también influenciado por la experiencia revolucionaria acaecida en el vecino Yemen del Sur.
En junio de 1970, se fundó el Frente Democrático Nacional para la Liberación de Omán y el Golfo Árabe (FDNLOGA, al-Jabha al-Wataniya al-Dimuqratiya li-Tahrir 'Uman wa-l-Khalij al-'Arabi en árabe) en el norte de Omán. Éste se unió al FPLAGO en diciembre de 1971. La nueva organización, fruto de la unión de las anteriores, recibió el nombre de Frente Popular para la Liberación de Omán y el Golfo Árabe (FPLOGA, al-Jabhah al-Sha'abiyah li-Tahrir 'Uman wa-al-Khalij al-'Arabi en árabe). En 1973 aparecieron rumores que hablaban de que el FPLOGA había formado células clandestinas dentro de las mismas fuerzas armadas de los Emiratos Árabes Unidos.
El grupo armado tomó su último nombre (FPLO) en 1974, cuando el Frente Popular para la Liberación de Baréin se estableció como una organización independiente. Desde aquel momento, el FPLO mantuvo algunas actividades clandestinas. La rama juvenil del FPLO recibía el nombre de Organización de la Juventud de Omán, y entre sus actividades estaba la publicación del 'Uman al-Thawrah.

## La Guerra de Dhofar

### Primeros pasos
Las distintas versiones del FPLO comenzaron la guerra contra el sultán Said bin Taimur como respuesta a sus políticas ultraconservadoras. La guerra comenzó con varias victorias fáciles contra las Fuerzas Armadas de Omán. Bin Taimur no se cuidó de preparar su Ejército para una guerra civil. En 1962, disidentes del Ejército como el jeque Mussalim bin Nafl y un imán omaní formaron el FLD con ayuda de Arabia Saudí. El FLD asaltó puestos británicos y omaníes usando las armas proporcionadas por Riad. Muchos combatientes del FLD eran antiguos soldados omaníes o de los Emiratos Árabes Unidos. 

### Radicalismo
En 1967 la derrota de los países árabes en la Guerra de los Seis Días y la independencia de Yemen del Sur aceleraron la sublevación. La influencia del MNA y otros grupos marxistas ayudó a la FLD a obtener armas más sofisticadas de la Unión Soviética. Pero los insurgentes dhofaríes no se decidieron a ampliar la lucha al resto del Golfo Pérsico, momento en el que el movimiento se dividió en el FLD y el FPLAGO.

### Gobierno de Qaboos
En 1970, a causa de la formación de otros grupos insurgentes en Omán, el nuevo sultán, el hijo de Said bin Taimur, Qaboos bin Said, reclamó la ayuda de sus aliados británicos. El Ejército Británico, con los royal marines y el SAS, enviaron unidades por ayudar a las fuerzas del sultán Qaboos. Algunos de los miembros de la rama conservadora del FLD aceptaron la amnistía ofrecida por el nuevo sultán.
El FDL perdió muchos hombres en esta campaña de efectuada contra la guerrilla por parte del sultán y sus aliados, el Reino Unido, el Irán de Reza Pahlevi y Jordania. El FPLAGO trató de suscitar rebeliones en otras partes de Omán y del Golfo Pérsico, pero nunca consiguió una rebelión popular. El SAS comenzó una campaña para intentar atraerse a los combatientes y civiles dhofaríes a la causa del sultán, y fundó unidades de exguerrilleros llamadas firqat. Gradualmente, las fuerzas del sultán ganaron la costa de Dhofar y liberaron la región del control de los guerrilleros. Las derrotas de los rebeldes en Mirbat y Taqa causaron grandes pérdidas a los guerrilleros dhofaríes, y la iniciativa del ataque pasó a manos del sultán.

### El final del conflicto
En 1974, ante las nuevas divisiones del FPLAGO, la falta de apoyo material de la República Popular China y la URSS y el replanteamiento de los objetivos, Mohammad Ahmad al-Ghassani y los otros líderes del grupo volvieron a cambiar el nombre del grupo armado, pasando a denominarse Frente Popular para la Liberación de Omán (FPLO), y sólo se mantuvo activo en dicho país. En 1975 una ofensiva del Gobierno omaní cortó la línea de ayuda a los militantes del FPLO desde Yemen del Sur. En 1976 el conflicto llegó a su final con el triunfo del bando del sultán y del gobierno de Omán.

## El FPLO después de 1976
En 1992, el partido fue rebautizado como Frente Popular Democrático de Omán (FPDO, al-Jabhah al-Sha'abiyah al-Dimuqratiyah al-'Umaniyah en árabe), y busca la democracia de forma pacífica. En 1992 su secretario general era Abdul Aziz al-Qadi.